# Episema terracotta
Episema terracotta là một loài bướm đêm trong họ Noctuidae.